# Vinařice (okres Kladno)
Vinařice (Duits: Winaritz of Winarschitz) is een Tsjechische gemeente in de regio Midden-Bohemen en maakt deel uit van het district Kladno. Het dorp ligt op 3,5 km afstand van de stad Kladno.
Vinařice telt 2099 inwoners (2023).

## Geografie
Vinařice ligt op aan de voet van de Vinařickaheuvel. Het centrale deel van het dorp ligt op een hoogte van ongeveer 350-370 meter boven zeeniveau. Het hoogste punt van het kadastrale gebied - de top van de Vinařickáheuvel - ligt op een hoogte van 413 meter boven zeeniveau.
De gemeente Vinařice bestaat uit de volgende plaatsen:
- Vinařice;
- Mayrau;
- Tuháň;
- Barré.

## Geschiedenis
De eerste schriftelijke vermelding van het dorp dateert van 1227. Aan het begin van de 13e eeuw behoorde Vinařice tot de zogenaamde Jamnickýkerspel, die in 1260 toebehoorde aan koning Ottokar II van Bohemen. In 1277 schonk hij het kerspel aan het Ostrovklooster in Davle, waarna een proosdij werd gevestigd in Slaný om het gebied te beheren. Het klooster behield het gebied tot de tijd van de Hussietenoorlogen, waarna het gebied overging in onbekende seculiere handen.
In de daaropvolgende periode behoorde het gebied waar het huidige dorp ligt toe aan verschillende landgoedeigenaren. In een belastinguittreksel van 1654 wordt Vinařice genoemd als toebehorend aan Smečno, dat op dat moment in handen was van Bernard Ignác Jan van Martinice. Toentertijd had Vinařice 12 vaste inwoners, wat zo bleef tot aan 1717. Arbeidsmigranten meegerekend was het totaal aantal inwoners 70.
Pas na de ontdekking van steenkool in Kladno en Slaný kende het dorp een bloeiperiode. Op 2 juni 1875 werd steenkool gevonden op een diepte van 320 meter in de nabijgelegen Barrémijn, in 1877 gevolgd door steenkool in de Mayraumijn. Als gevolg van de zich ontwikkelende industrie had het dorp in 1880 48 huizen met 512 inwoners. Tegen 1900 was de bevolking verdrievoudigd naar 154 huizen met 1585 inwoners.
Sinds 1960 is Vinařice een zelfstandige gemeente binnen het district Kladno.

## Demografie
| 1869 | 1880 | 1890 | 1900 | 1910 | 1921 | 1930 | 1950 | 1961 | 1970 | 1980 | 1991 | 2001 | 2011 |
| ---- | ---- | ---- | ---- | ---- | ---- | ---- | ---- | ---- | ---- | ---- | ---- | ---- | ---- |
| 255  | 512  | 854  | 1585 | 2115 | 2052 | 2176 | 2308 | 2344 | 2109 | 1947 | 1731 | 1704 | 2902 |

## Voorzieningen
Er is een gevangenis gehuisvest in het dorp. Ook is er een school gevestigd.

## Verkeer en vervoer

### Autowegen
Weg II/118 loopt door de gemeente en verbindt Vinařice met Kladno enerzijds en Slaný anderzijds.

### Spoorlijnen
Er is station meer op het grondgebied van de gemeente. Op de lijn Kladno-Dubí - Vinařice - Zvoleněves werd het personenvervoer in 1982 gestaakt. De lijn is thans slechts gedeeltelijk in gebruik voor goederenvervoer. Het dichtstbijzijnde station is Kladno-Švermov op 3 km afstand. Dat station ligt aan spoorlijn 093 Kralupy nad Vltavou - Kladno.

### Buslijnen
Er rijden verschillende buslijnen door het dorp, waaronder lijn 322 Praag - Slaný en 330 Praag - Libušin.

## Bezienswaardigheden
- Barokke dorpskapel in het oude deel van het dorp;
- Mayrau-kolenmijn, thans een mijnmuseum;
- Vinařickáheuvel (natuurmonument), van vulkanische oorsprong en herbergt vele beschermde dieren en planten;
- Monumentale bomen bij de dorpsvijver en de eik bij Beranik;

## Genummerde straten
In een deel van Vinařice zijn straten te vinden die alleen met nummers worden aangeduid (I. straat tot IX. straat).

## Geboren in Vinařice
- Ferdinand Velc (1864–1920), Tsjechisch kunstschilder, fotograaf, etnograaf en tekenleraar

## Galerĳ

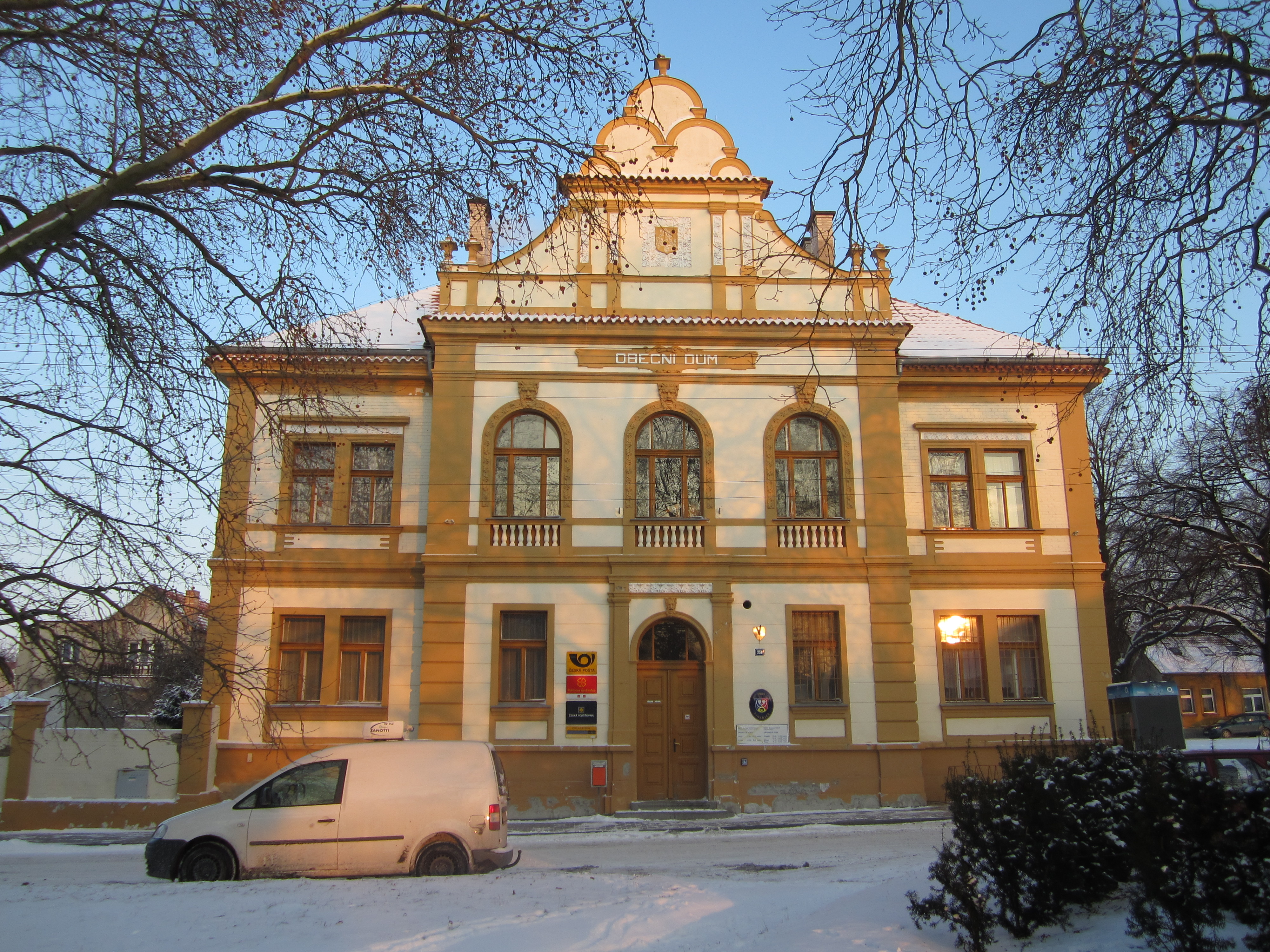
Gemeentehuis
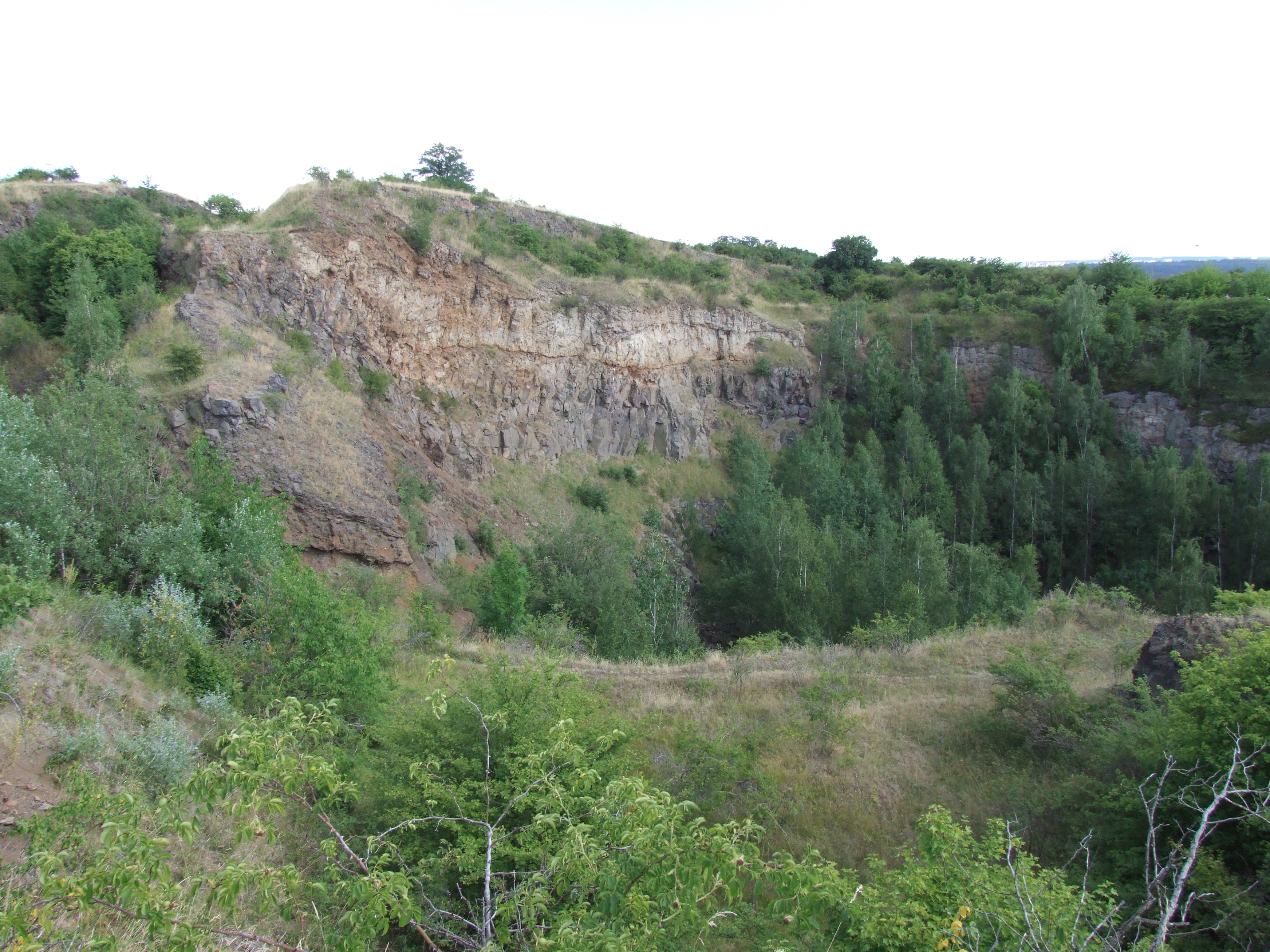
Vinařickáheuvel
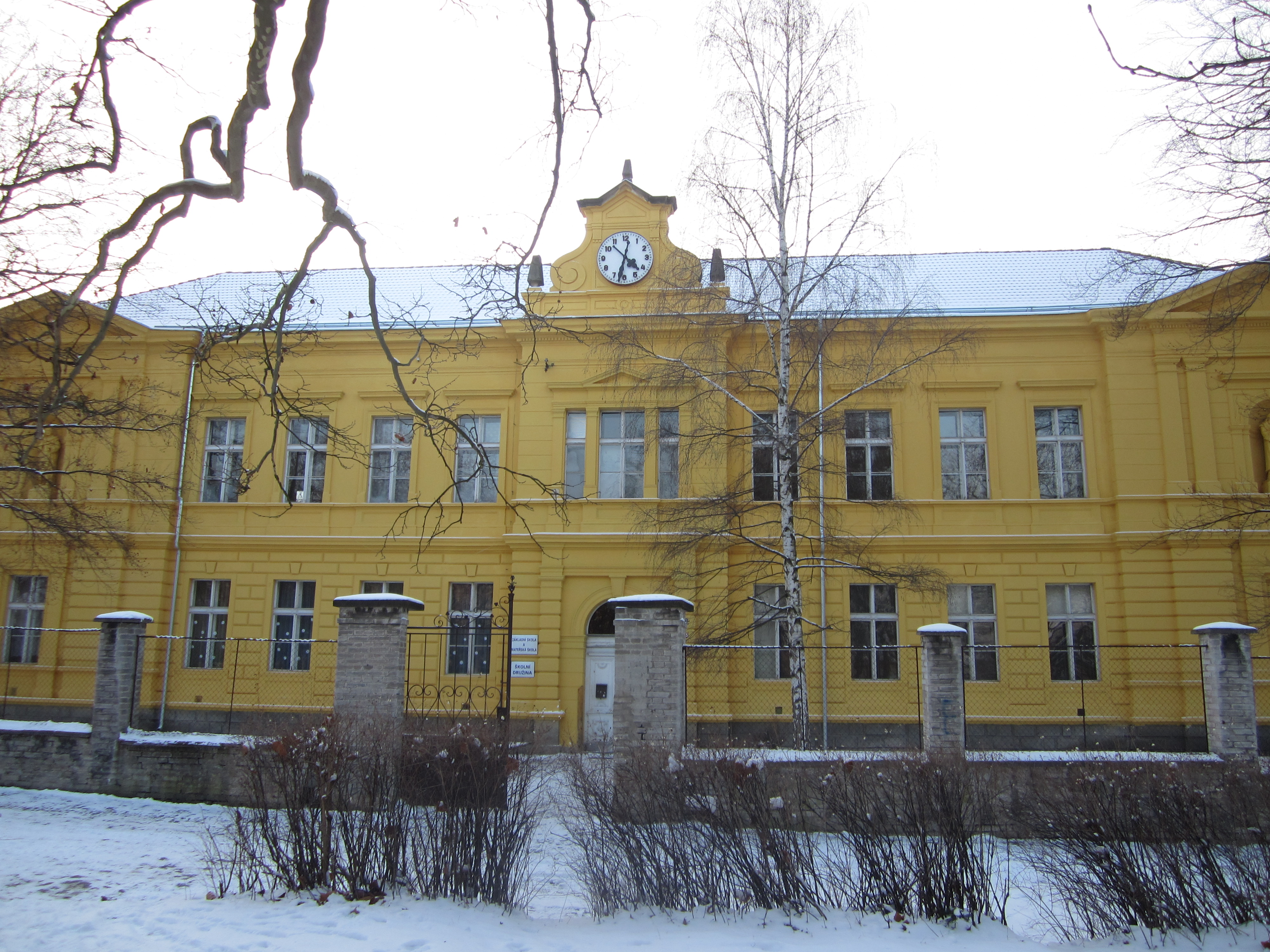
Schoolgebouw
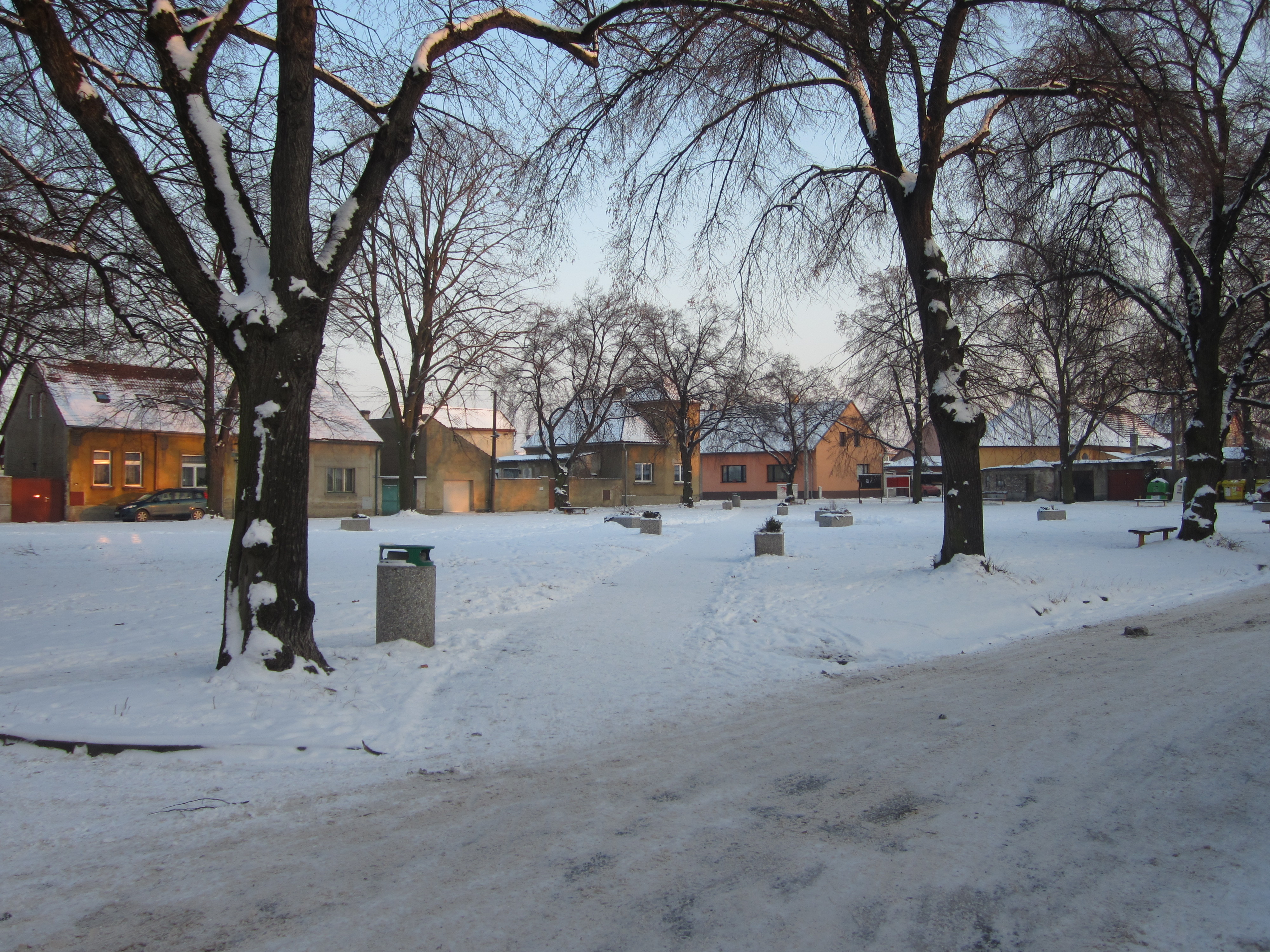
Dorpsplein
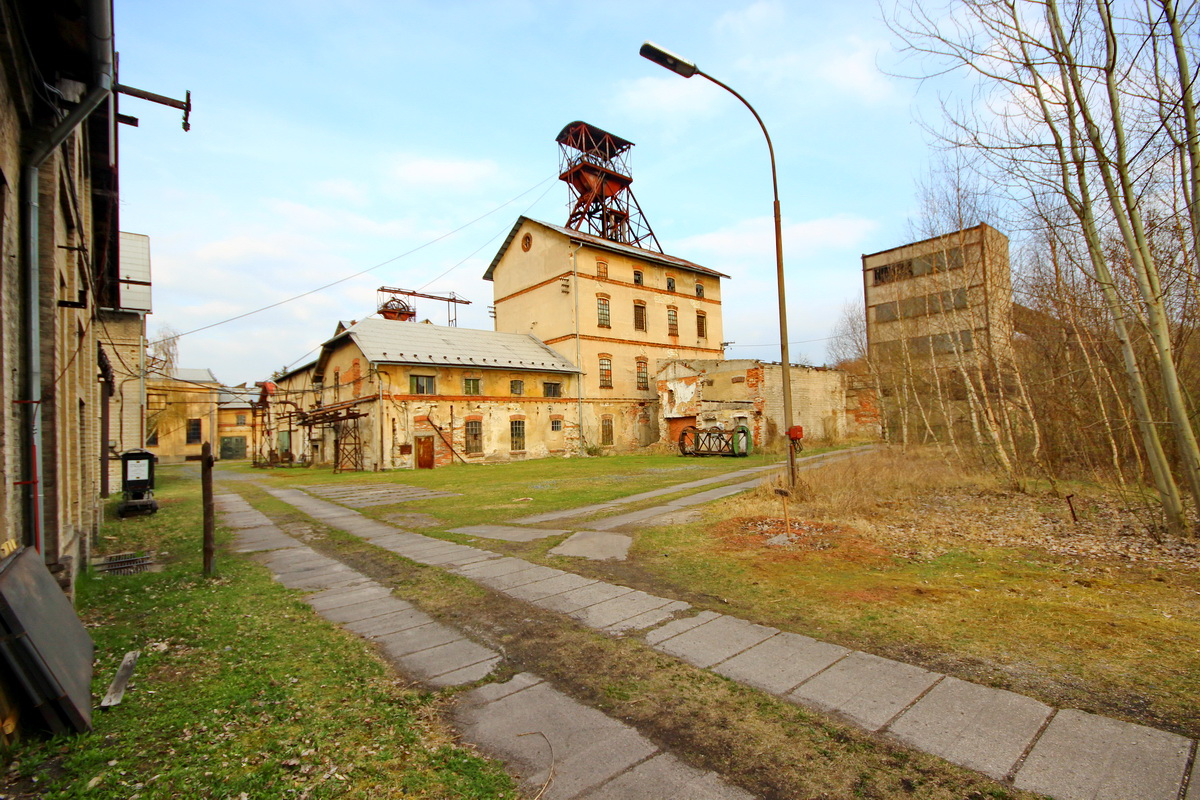
Voormalige Mayraumijn, thans een museum
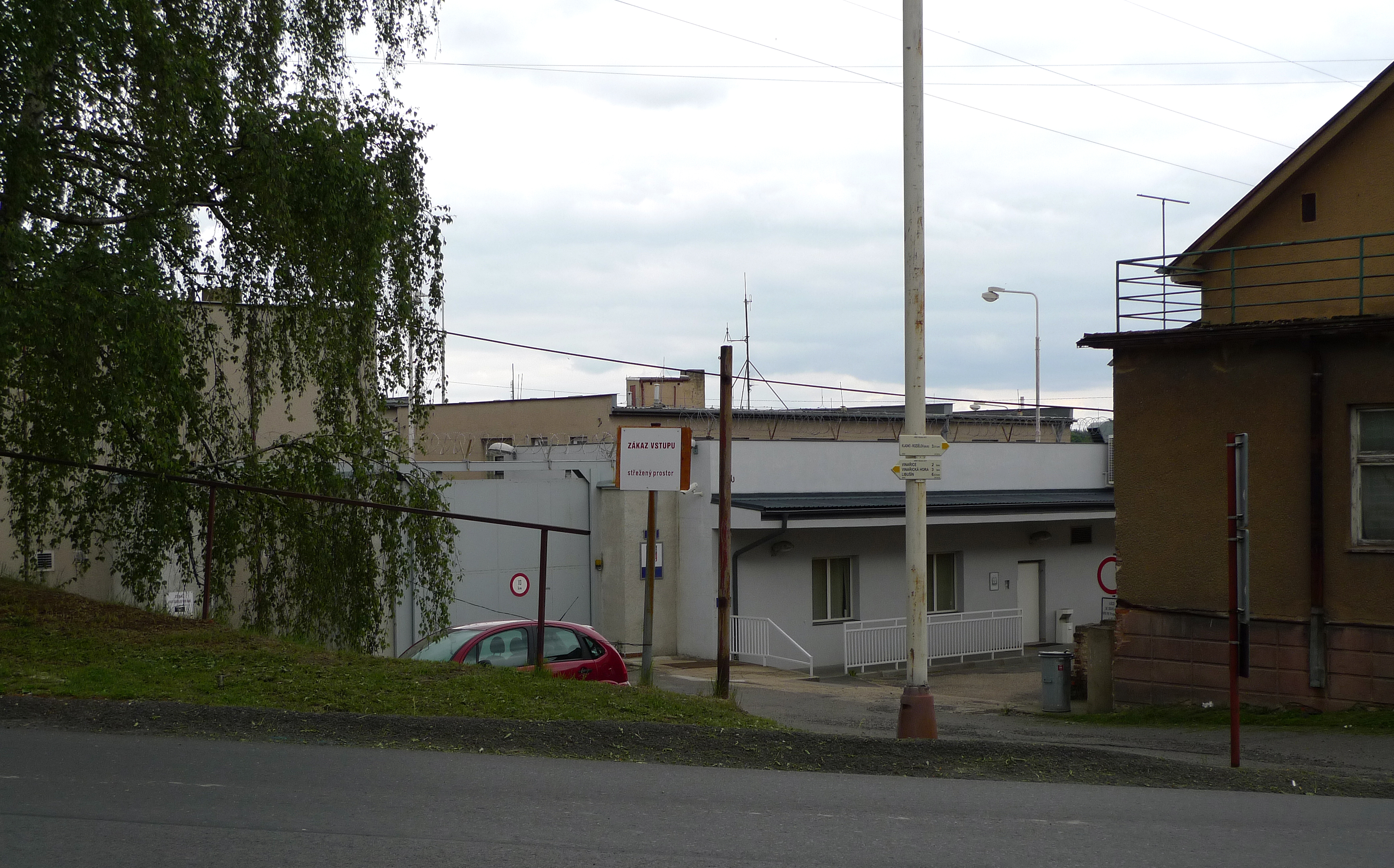
Gevangenis
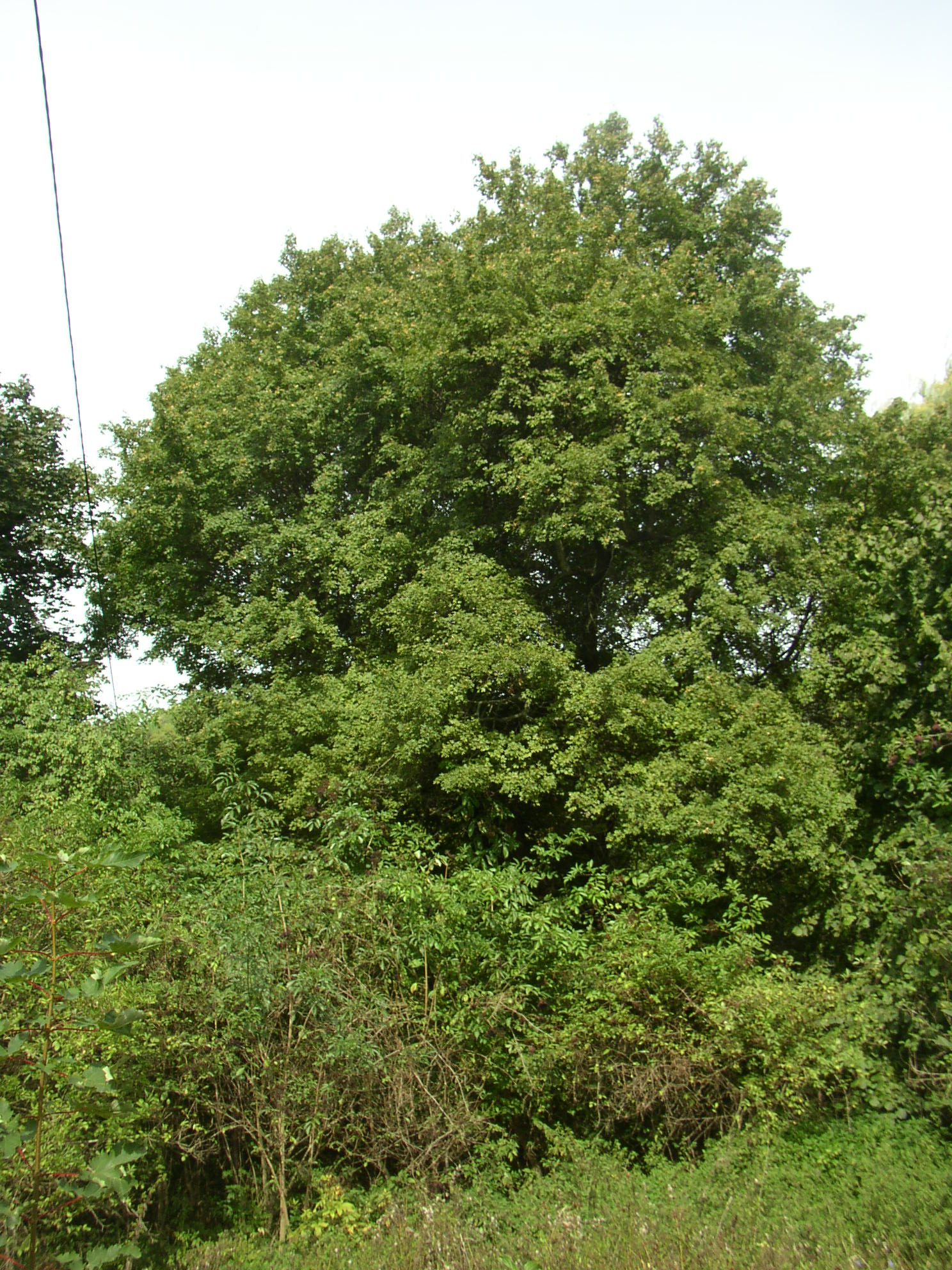
Monumentale boom
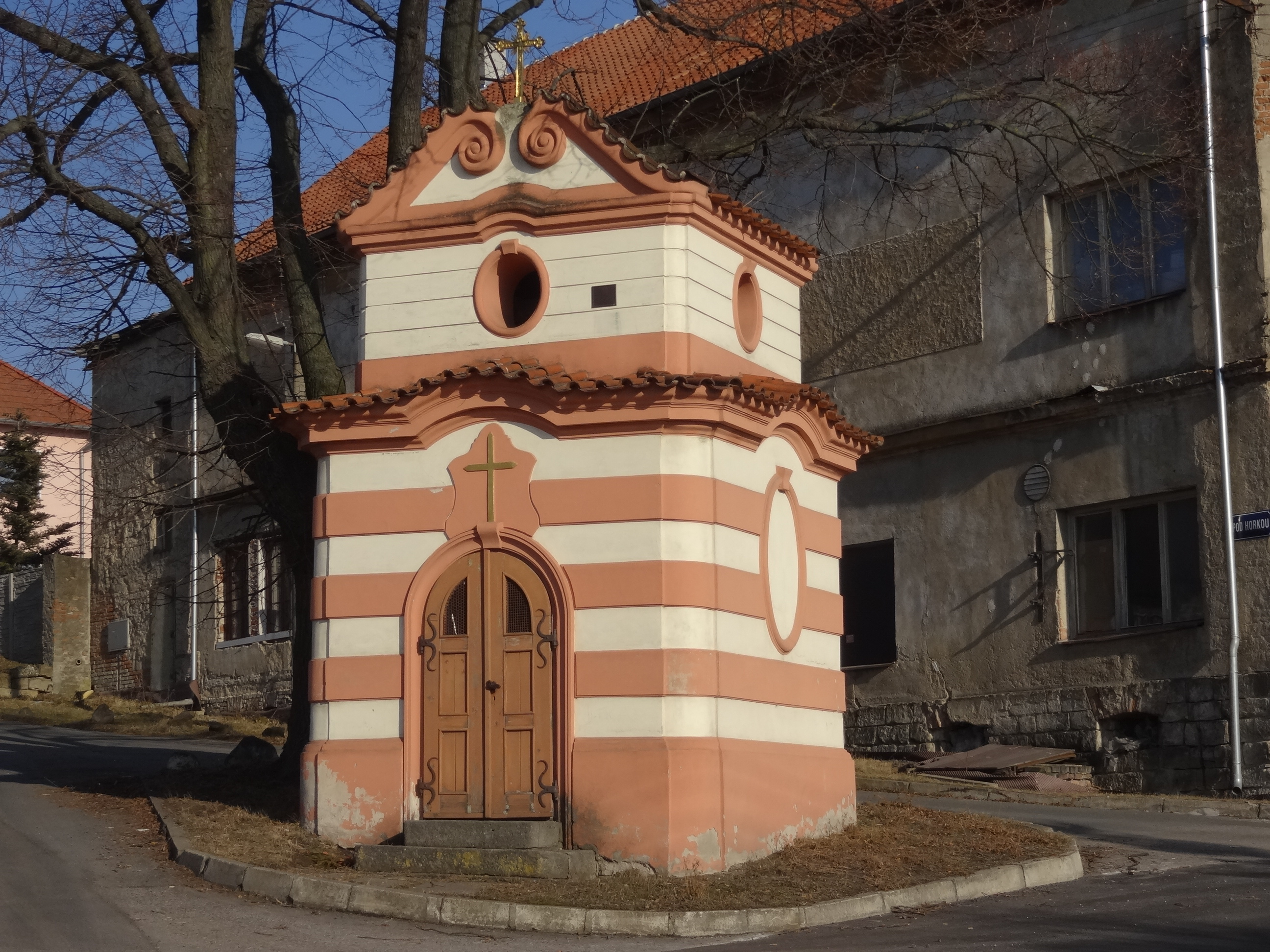
Dorpskapel
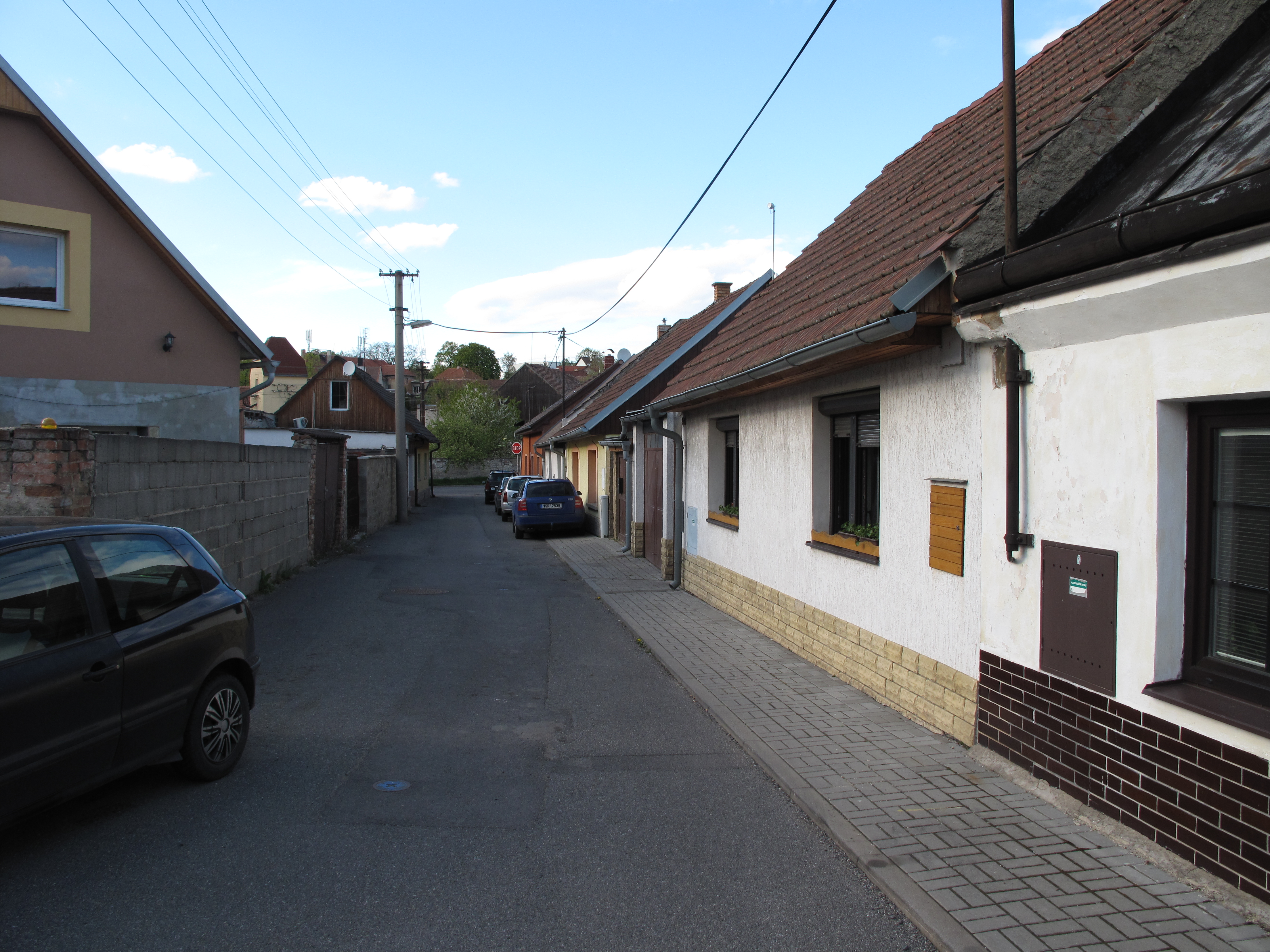
I. straat